# Lee Kerslake
Pour les articles homonymes, voir Kerslake.
Lee Mike Kerslake (né le 16 avril 1947 à Bournemouth en Angleterre et mort le 19 septembre 2020) est un batteur britannique principalement connu pour avoir été le batteur de Uriah Heep de 1972 à 2007, ainsi que d'Ozzy Osbourne en 1980 et 1981. 

## Biographie
Dès 1967, Lee Kerslake est le batteur du groupe The Gods avec Ken Hensley au piano, à l'orgue et à la guitare, Joe Konas aussi à la guitare, John Glascock à la basse. Après deux albums, Genesis en 1968 et To Samuel a son en 1969, le groupe se sépare. Lee Kerslake intègre alors Toe Fat en 1970, avec Cliff Bennett au chant ex-Rebel Rousers, John Konas à la guitare et Ken Hensley. Deux albums sont publiés puis Lee Kerslake se retrouve avec National Head Band en 1971 avant de rejoindre Uriah Heep en 1972. Il y reste jusqu'en 2007, hormis entre 1979 et 1981 où il est remplacé par Chris Slade. 
Il meurt le 19 septembre 2020, à l'âge de 73 ans, des suites d'un cancer,. 

## Discographie

### The Gods
- 1968 : Genesis
- 1969 : To Samuel a son
- 1976 : The Gods Featuring Ken Hensley

### Head Machine
- 1970 : Orgasm

### Toe Fat
- 1970 : Toe Fat

### National Head Band
- 1971 : Albert One

### Uriah Heep
- 1972 : Demons and Wizards
- 1972 : The Magician's Birthday
- 1973 : Uriah Heep Live
- 1973 : Sweet Freedom
- 1974 : Wonderworld
- 1975 : Return To Fantasy
- 1976 : High & Mighty
- 1977 : Firefly
- 1977 : Innocent Victim
- 1978 : Fallen Angel
- 1982 : Abominog
- 1983 : Head First
- 1985 : Equator
- 1986 : Live at Shepperton '74
- 1986 : Live in Europe '79
- 1988 : Live in Moscow
- 1989 : Raging Silence
- 1991 : Different World
- 1995 : Sea Of Light
- 1996 : Spellbinder Live
- 1997 : King Biscuit Flower Hour Presents in Concert
- 1998 : Sonic Origami
- 2000 : Future Echoes of the Past
- 2001 : Acoustically Driven
- 2001 : Electrically Driven
- 2002 : The Magician's Birthday Party
- 2003 : Live in the USA
- 2004 : Magic Night
- 2005 : Between Two Worlds

### Ken Hensley
- 1973 : Proud Words on a Dusty Shelf

### David Byron
- 1975 : Take No Prisoners
- 2005 : Man of Yesterdays: The Anthology

### Ozzy Osbourne
- 1980 : Blizzard Of Ozz
- 1981 : Diary Of A Madman
- 1987 : Tribute
- 1997 : The Ozzman Cometh

### Living Loud
- 2003 : Living Loud
- 2005 : Live In Sidney 2004

### Berggren Kerslake Band.
- 2014 : The Sun Has Gone Crazy.